# Шишкин, Михаил Владимирович
Михаил Владимирович Шишкин (1922, село Тяхта — 8 сентября 1943) — Герой Советского Союза.

## Биография
Учился сначала в Тяхтенской и Сунгайской школах, потом в городе Прокопьевске в школе № 6. После школы работал слесарем.
Затем был направлен на учёбу в Рязанское пехотное училище. Из стен училища лейтенант Шишкин был призван на фронт Великой Отечественной войны. В составе 120-й стрелковой дивизии и звании командира взвода он участвовал в боях под Сталинградом, где был дважды ранен. В дальнейшем находился в составе 69-й гвардейской стрелковой дивизии — командиром миномётного взвода, в 206-м гвардейском стрелковом полку, гвардии лейтенант. Принимал участие в освобождении Украины.
8 сентября 1943 года на взвод Шишкина прорвался немецкий танк с группой автоматчиков. У советских воинов кончались боеприпасы, а танк противника начал давить их гусеницами. Тогда Михаил Шишкин, спасая своих товарищей, взял связку гранат и с ними бросился под танк. Ему удалось взорвать танк «Тигр» ценной своей жизни. Ему было всего 22 года.
Указом Президиума Верховного Совета СССР от 22 февраля 1944 года М. В. Шишкину посмертно было присвоено звание героя Советского Союза. Во фронтовых газетах были опубликованы статьи о подвиге Михаила Шишкина. Так в газете «Вперёд к победе» от 10 сентября 1943 г. была помещена статья «Героический подвиг парторга», в другой газете — «Так поступил в этих боях офицер Шишкин».
В г. Прокопьевск Кемеровской области именем Героя названа улица, его имя занесено на стелу «Герои Советского Союза» на площади Победы, на мемориал героев по улице Комсомольской, на фасаде швейной фабрики «Горнячка» установлена мемориальная доска. В Кытманово на мемориале Великой Отечественной войны установлен бюст Шишкина Михаила Владимировича.
Похоронен в братской могиле у села Бельск Котелевского района Полтавской области.